# Kliszów (Sainte-Croix)
Pour les articles homonymes, voir Kliszów.
Kliszów est une localité polonaise de la gmina de Kije, située dans le powiat de Pińczów en voïvodie de Sainte-Croix. C'est le site de la Bataille de Kliszów.